# 유회 (발해왕)
발해왕 유회(勃海王 劉悝, ? ~ 172년)는 후한의 황족으로, 환제의 동생이다.

## 생애
건화 원년(147년),아들 없이 죽은 효왕의 뒤를 이어 발해왕에 봉해졌다.
연희 8년(165년), 반란을 계획하다가 발각되었다. 담당 관리가 작위를 박탈할 것을 상주하였으나, 환제는 대신 영도현(廮陶縣)을 식읍으로 주어 전봉시켰다. 한편 유회는 중상시 왕보에게 자신을 발해나라로 복국시켜달라고 청탁하여, 일이 성사되면 5천만 전을 주기로 약속하였다.
영강 원년(167년) 12월, 환제는 임종을 불과 며칠 앞두고 유회를 다시 발해왕에 봉하였다. 유회는 복국이 왕보의 덕택이 아님을 알고 돈을 보내지 않았고, 왕보는 이를 분하게 여겨 유회의 잘못을 찾아내기 시작하였다.
환제의 뒤를 이어 영제가 즉위하였을 때, 유회가 자신이 황제가 되지 못한 것에 불만을 품고 있고, 중상시 유립(鄭颯)·중황문 동등(董騰)이 협객들을 모으고 유회와 통교한다는 소문이 돌았다. 진상 조사를 맡은 왕보는 일을 꾸며 사례교위 단경에게 밀고하였다.
희평 원년(172년), 결국 유립은 북시옥(北寺獄)에 수감되었다. 다시 왕보는 상서령 염충(廉忠)으로 하여금 영제에게 유립 등을 대역죄로 무고하게 하였고, 이에 영제는 기주자사로 하여금 유회를 잡아들여 조사하게 하고 대홍려·종정·정위를 발해나라에 파견하여 유회를 꾸짖었다. 유회는 스스로 목숨을 끊었고, 왕비와 첩 11명·자녀 70명·시녀 24명이 모두 옥사하였다. 부와 상 이하의 대신들 또한 왕을 계도하지 않은 죄로 주살되었고, 발해나라는 폐지되었다.

## 출전
- 범엽, 《후한서》 권7 효환제기·권8 효영제기·권55 장제팔왕열전

| 선대 발해효왕 유홍 | 후한의 발해왕 147년 7월 ~ 165년 정월 | 후대 (2년 후 복국) |

| 선대 (첫 봉건) | 후한의 영도왕 165년 정월 ~ 167년 12월 임신일 | 후대 (봉국 폐지) |

| 선대 (복국) | 후한의 발해왕 167년 12월 임신일 ~ 172년 10월 정해일 | 후대 (17년 후) 유협 |